# Czyże
Czyże  (litauisch Čižai; belarussisch Чыжы Tschyschy) ist ein polnisches Dorf in der Woiwodschaft Podlachien im Powiat Hajnowski in der gleichnamigen Landgemeinde.
Der in der seit 2010 offiziell zweisprachigen Gmina Czyże gelegene Ort ist überwiegend von Polen belarussischer Ethnizität bewohnt und zählte 590 Einwohner im Jahr 2006. Er liegt 20 km östlich von Bielsk Podlaski und 12 km westlich von Hajnówka.
Es gibt eine Reihe von Hinweisen auf die Bedeutung der Belarussisch-Orthodoxen Kirche in dem Ort.

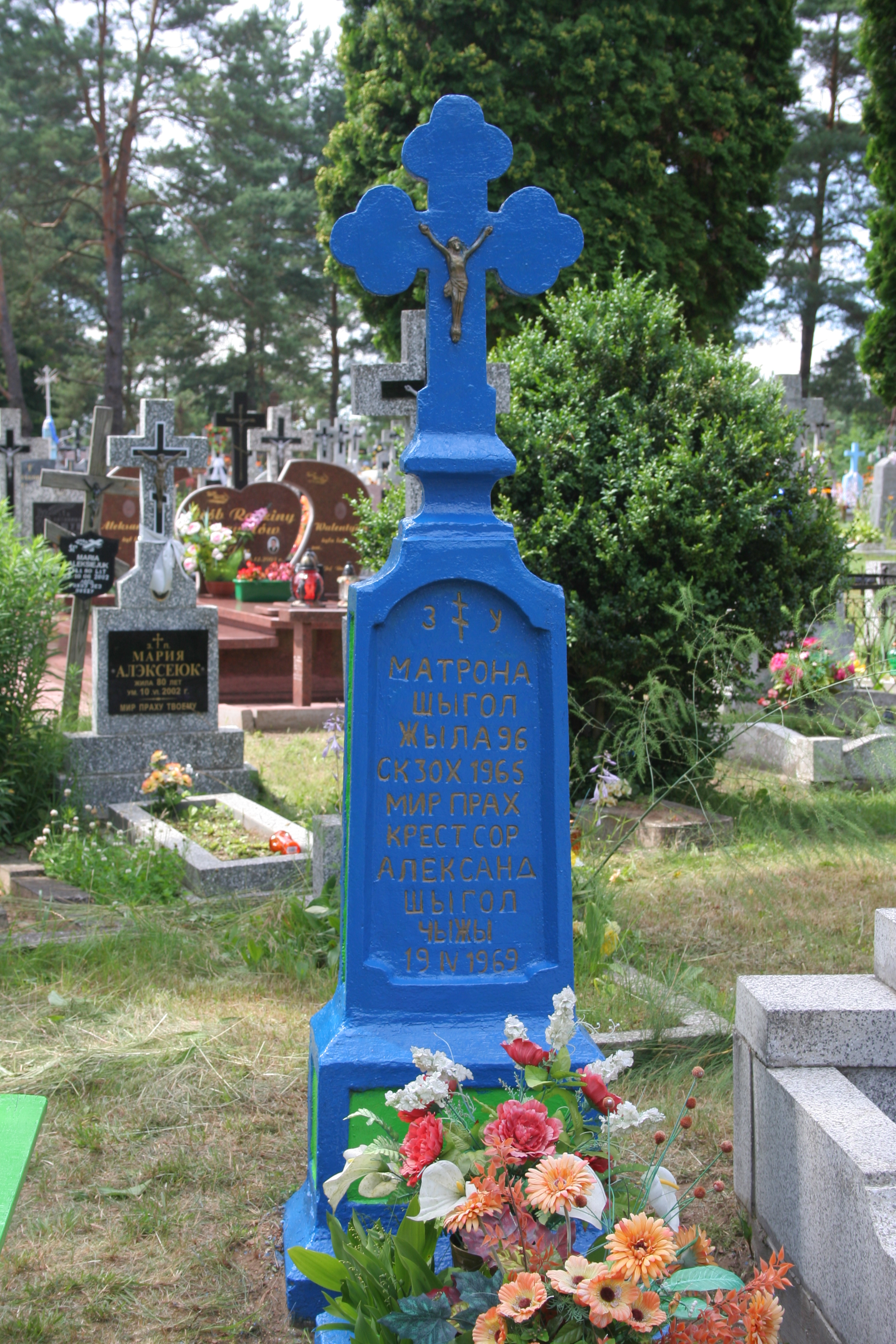
Friedhof
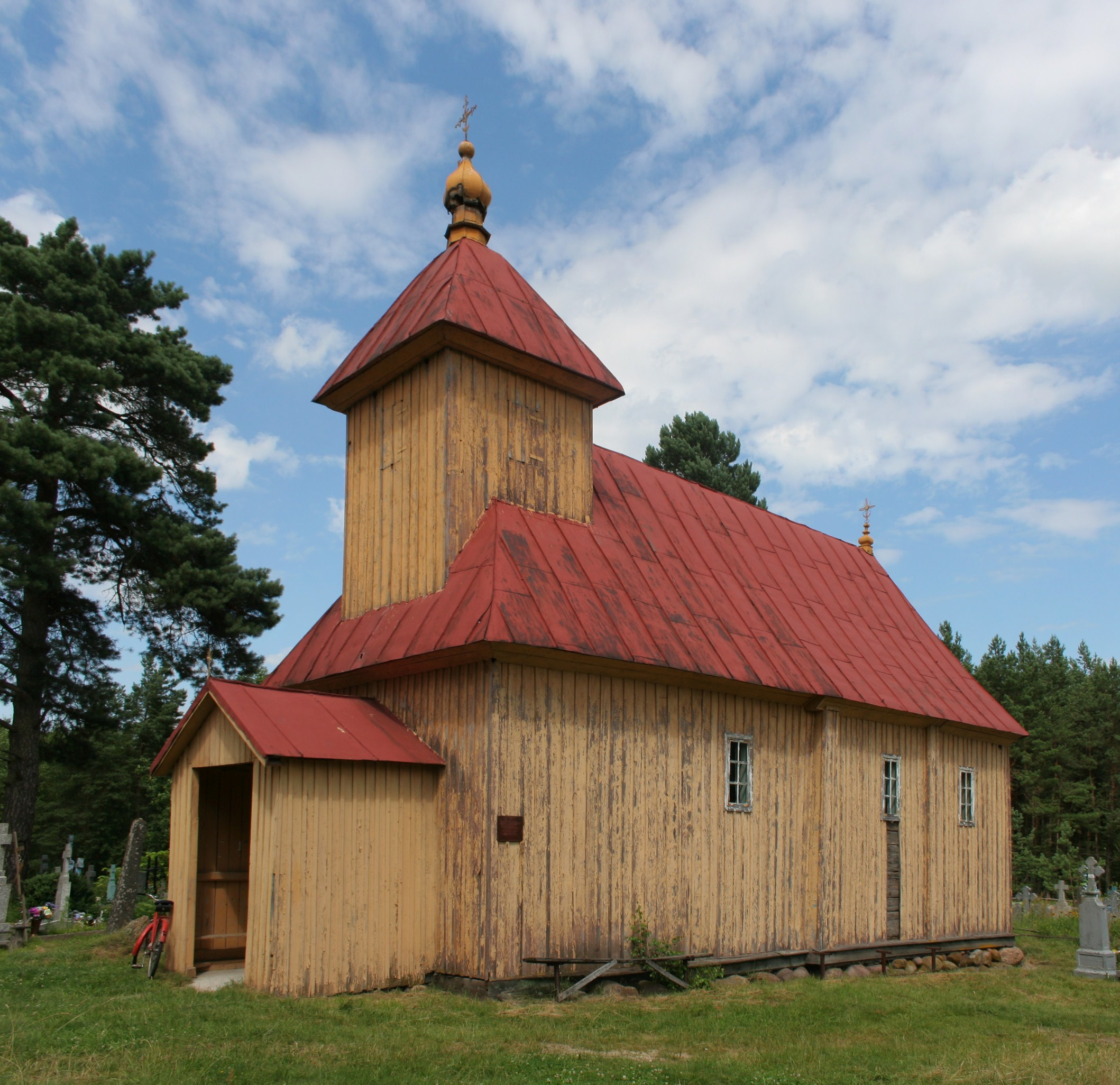
Kapelle
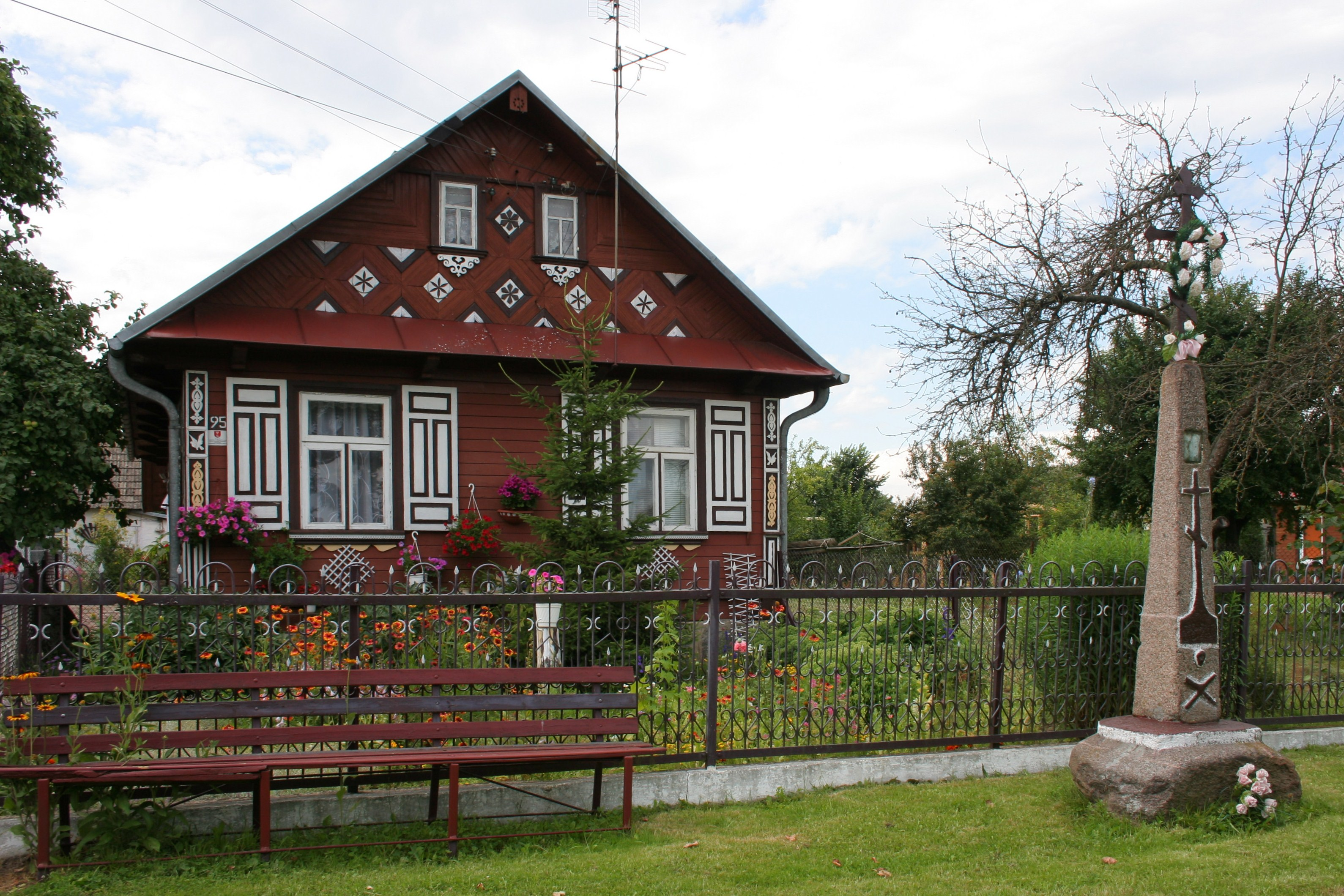
Holzhaus
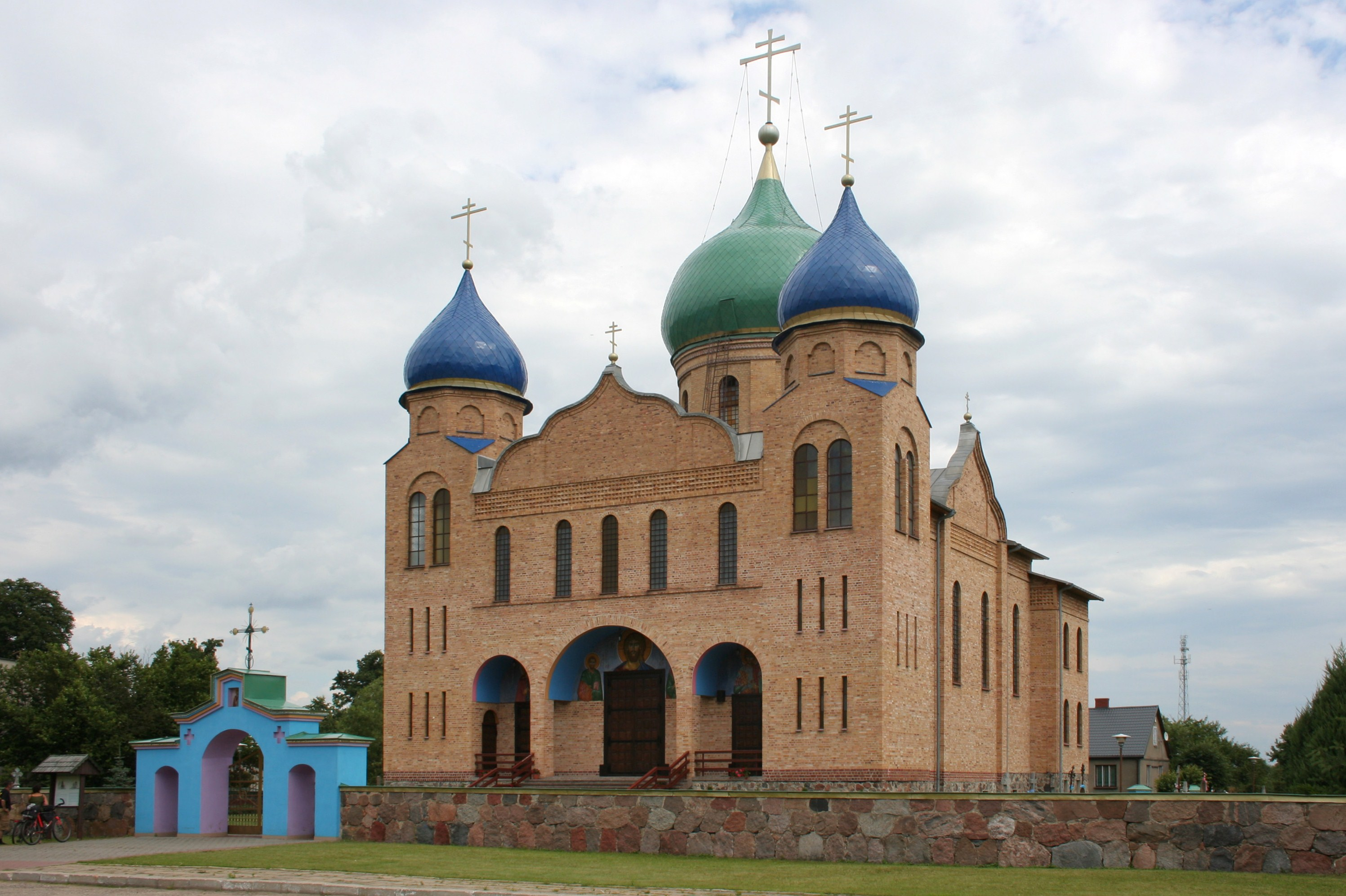
Kirche

## Gemeinde
Zur Landgemeinde Czyże gehören 17 weitere Schulzenämter.